# Marmermierklauwier
De marmermierklauwier (Frederickena unduliger) is een zangvogel uit de familie Thamnophilidae (miervogels).

## Verspreiding en leefgebied
Deze soort komt voor in het westelijk Amazonebekken en telt drie ondersoorten:
- F. u. diversa: oostelijk en zuidoostelijk Peru en noordwestelijk Bolivia.
- F. u. unduliger: noordwestelijk Brazilië.
- F. u. pallida: het zuidwestelijk Amazonebekken en noordelijk Bolivia(?).